# Sulfato de cobre(I)
El sulfato de cobre(I), sulfato cuproso o sulfato de dicobre es una sal insoluble de color azul, formada por el anión sulfato y el catión cobre en estado de oxidación +1, de fórmula Cu2SO4. Este estado de oxidación es poco estable; por tanto, el sulfato de cobre(I) es mucho menos frecuente que su análogo, el sulfato de cobre(II) CuSO4.

## Obtención y propiedades
Los principales países productores son: México
En Chile los principales productores son: Sulfatos Minero S.A. (IV Región),  Minera Capacho Viejo (II Región), Minera San Geronimo (IV Región), SimpL Químicos (RM) y suele obtenerse a partir de soluciones de sulfato de cobre(II), por la acción de un reductor como tiosulfato sódico diluido.
En laboratorio puede obtenerse mezclando disoluciones de sulfato de cobre(II), sulfito ácido de sodio e hidróxido de sodio.
2CuSO4 + NaHSO3 + NaOH → Cu2SO4 + H2SO4 + Na2SO4
Su falta de color, en contraste con otras sales de metales de transición que son coloreadas, incluidas las sales de Cu(II), se explica por su configuración electrónica. Al tener la capa d totalmente ocupada, no son posibles transiciones {\displaystyle d\rightarrow d} que típicamente tienen una energía en el rango de la luz visible.

## Reacciones químicas
Sus disoluciones acuosas no son completamente estables y lentamente dismutan o disproporcionan según la reacción:
{\displaystyle \mathrm {2Cu^{+}\longrightarrow Cu^{2+}+Cu^{0}} }
Igual que otros compuestos de Cu(I) se oxida con bastante faciliad a Cu(II), frente a numerosas sustancias, inclusive el oxígeno atmosférico. Para evitar estas oxidaciones, sus disoluciones deben incluir un protector. Precisamente por su facilidad para oxidarse, puede usarse como reductor frente a sustancias orgánicas, en reacciones de síntesis.
Por otro lado, cataliza un conjunto muy variado de reacciones en disolventes orgánicos y en solución acuosa, como la preparación del alcohol etílico sintético. Muchas de estas reacciones, y en particular las últimas, implican sistemas de oxidación‑reducción y un ciclo redox Cu(I)‑Cu(II).
También forma algunos complejos como sulfato de tris(etilentiourea)cobre(I) , [Cu(etu)3]SO4, o sulfato de tris(acetonitril)cobre(I)
Históricamente, se ha usado como sustitutivo de sulfato ferroso en algunas recetas para preparar tinta ferrogálica.

## Usos y aplicaciones
El sulfato de cobre es especialmente elaborado para suplir funciones principales del cobre en la planta, en el campo de las enzimas: oxidasas del ácido ascórbico, polifenol, citocromo, etc. También forma parte de la plastocianina contenida en los cloroplastos y que participa en la cadena de transferencia de electrones de la fotosíntesis. Su absorción se realiza mediante un proceso activo metabólicamente. Prácticamente, no es afectado por la competencia de otros cationes. Por el contrario, afecta a los demás cationes. Este producto puede ser aplicado a todo tipo de cultivo y en cualquier zona climática en condiciones naturales de invernaderos; bajo las recomendaciones de un Ingeniero Agrónomo.
También se usa como bacteriostático en el agua de piscinas, para mantenerlas limpias y transparentes, y como suave oxidante y colorante en superficies metálicas que deben ser mecanizadas y para trazar las líneas de referencia de los trabajos (esto es para el sulfato de cobre(II) pentahidrato).